# Eidophasia
Eidophasia is een geslacht van vlinders van de familie koolmotten (Plutellidae).

## Soorten
- E. aereolella Lhomme, 1949
- E. albifasciata Issiki, 1930
- E. alyssella Klimesch, 1941
- E. insulella Walsingham, 1900
- E. messingiella

Kruidkersmot (Fischer von Roslerstamm, 1840)
- E. peristigma Diakonoff, 1955
- E. syenitella Herrich-Schäffer, 1854
- E. tauricella Staudinger, 1880